# NK IB 1975 Ljubljana
Nogometni klub IB 1975 Ljubljana ist slowenischer Fußballverein, der in Ljubljana beheimatet ist. 2008 und 2009 wurde die Mannschaft nationaler Pokalsieger.

## Geschichte
Die Ursprünge des Vereins gehen auf den 1975 gegründeten NK Ježica zurück, der zumeist in der städtischen Liga von Ljubljana – entsprach damals der fünften bzw. sechsten Spielklasse – antrat. Nach der Unabhängigkeit Sloweniens im Jahr 1991 wurde der Verein in NK Factor Ježica umbenannt und dem Regionalverband von Ljubljana (Medobčinska nogometna zveza Ljubljana, kurz MNZ Ljubljana) zugeordnet. Nach der Fusion mit dem benachbarten Verein NK Črnuče gehörte Factor ab 1997 der zweiten Liga an, musste jedoch 1999 in die dritte Liga absteigen. Mit dem Wiederaufstieg im Jahr 2004 verlegte der Verein seine Spielstätte ins ŽŠD Stadion.
Als Meister der zweiten Liga gelang 2006 der Aufstieg in die erste Liga. Nach schlechtem Saisonstart kam es im Oktober 2006 zu personellen Veränderungen in der Vereinsführung, der damalige Präsident Matjaž Jakopič wurde durch den Unternehmer Jože Pečečnik ersetzt. Dank dessen finanzieller Zuwendung konnte sich der Verein mit einigen namhaften Akteuren verstärken, darunter Nationalspieler Amir Karić. Im März 2007 benannte Pečečnik den Verein in Interblock Ljubljana um. Am Ende einer turbulenten Saison mit mehrfachen Trainerwechseln belegte der Klub Platz neun und konnte sich in der Relegation gegen den Zweitligisten SC Bonifika den Verbleib in der Liga sichern. In der nachfolgenden Spielzeit landete der Verein auf Platz fünf und gewann erstmals den slowenischen Pokal. Zu Beginn der Saison 2008/09 konnte gegen den amtierenden Meister NK Domžale der Supercup gewonnen werden. Im UEFA-Pokal setzte sich Interblock in der 1. Qualifikationsrunde gegen Zeta Golubovci aus Montenegro durch, schied aber in der 2. Qualifikationsrunde gegen den deutschen Vertreter Hertha BSC aus. Im nationalen Pokalwettbewerb gelang die Titelverteidigung, was abermals zur Teilnahme am internationalen Wettbewerb berechtigte. In der im Sommer 2009 neu formierten Europa League unterlag Interblock in der 3. Qualifikationsrunde Metalurh Donezk aus der Ukraine. In der slowenischen Meisterschaft belegte man nur den neunten Platz und musste nach zwei Niederlagen in der Relegation gegen NK Triglav Kranj in die zweite Liga absteigen. Damit endete die erfolgreichste Phase des Vereins.

## Europapokalbilanz
| Saison  | Wettbewerb         | Runde                  | Gegner            | Gesamt | Hin     | Rück    |
| ------- | ------------------ | ---------------------- | ----------------- | ------ | ------- | ------- |
| 2008/09 | UEFA-Pokal         | 1. Qualifikationsrunde | FK Zeta Golubovci | 2:1    | 1:1 (A) | 1:0 (H) |
| 2008/09 | UEFA-Pokal         | 2. Qualifikationsrunde | Hertha BSC        | 0:3    | 0:2 (H) | 0:1 (A) |
| 2009/10 | UEFA Europa League | 3. Qualifikationsrunde | Metalurh Donezk   | 0:5    | 0:2 (A) | 0:3 (H) |

Gesamtbilanz: 6 Spiele, 1 Sieg, 1 Unentschieden, 4 Niederlagen, 2:9 Tore (Tordifferenz −7)

## Erfolge
- Slowenischer Pokalsieger: 2008, 2009
- Slowenischer Supercupsieger: 2009

## Spieler
- Josip Iličić (2008–2010)

## Trainer
- Alberto Bigon (2008)
- Zdenko Verdenik (2010–2011)